# Parisa Liljestrand

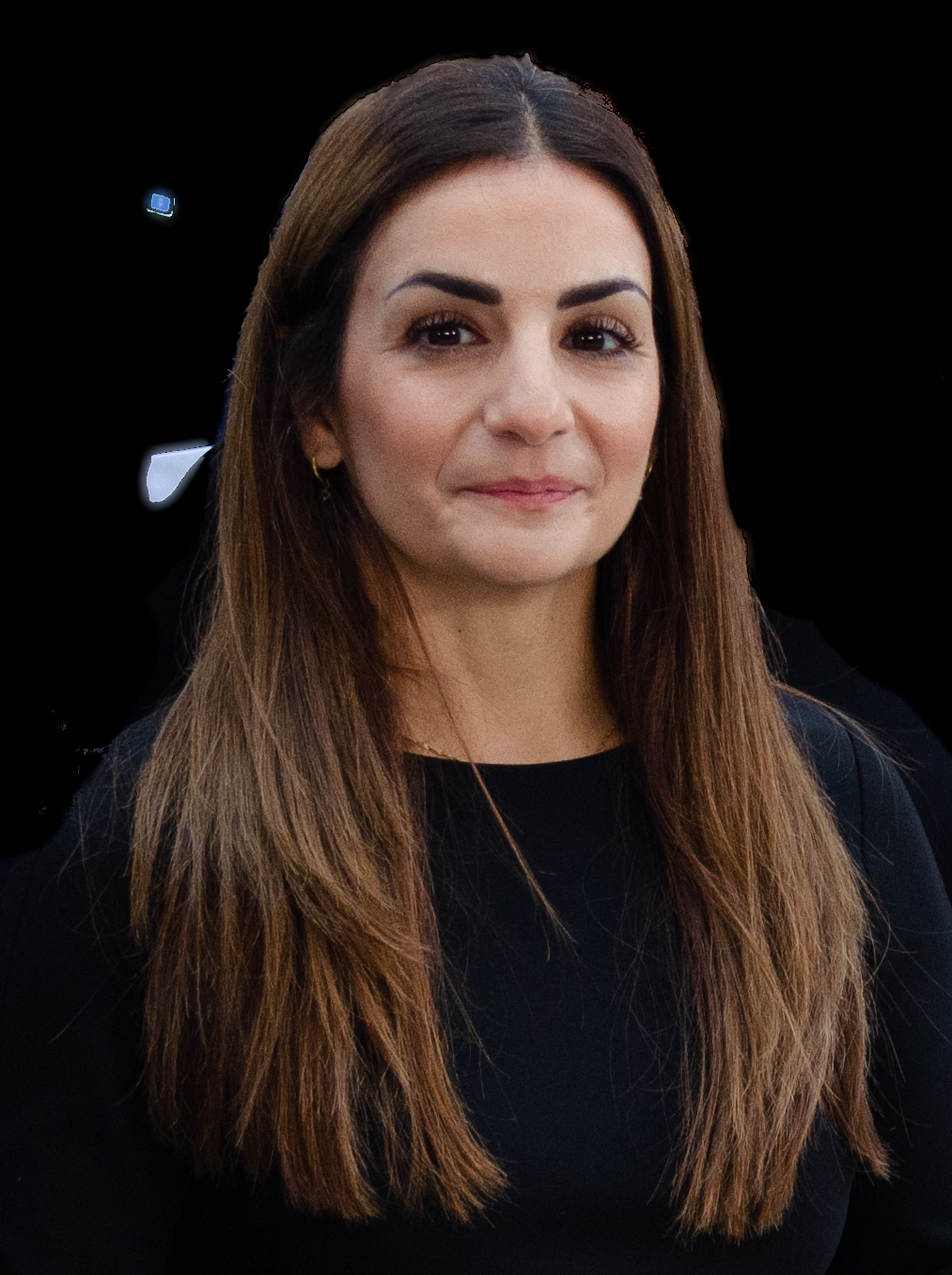
Parisa Liljestrand (2022)

Parisa Liljestrand (* 15. März 1983 in Oschnaviyeh, West-Aserbaidschan, Iran) ist eine schwedische Politikerin der Moderaten Sammlungspartei (Moderata samlingspartiet) und seit dem 18. Oktober 2022 Kulturministerin in der Regierung Kristersson.

## Leben
Parisa Liljebrand, die aus einer kurdischen Familie aus Oschnaviyeh im Iran stammt, begann bereits während des Studiums ihr politisches Engagement in der Moderaten Sammlungspartei (Moderata samlingspartiet), die sie von 2002 bis 2022 als Mitglied im Rat der Gemeinde Vallentuna vertrat. Sie absolvierte ein Lehramtsstudium der Fächer Schwedisch und Religion an der Universität Uppsala, welches sie 2007 mit dem Lehrbefähigungexamen beendete. Daraufhin war sie zwischen 2009 und 2012 als Lehrerin an einer Schule in Ekeby sowie von 2012 bis 2015 als Rektorin einer Schule in Vaxö tätig. Während dieser Zeit schloss sie 2015 auch einen Studiengang für Schulleitungen an der Universität Stockholm ab. Sie war zwischen 2015 und 2022 Vorsitzende des Exekutivrates der Gemeinde Vallentuna und daneben von 2015 bis 2022 Vorstandsmitglied von Roslagsvatten AB sowie ferner zwischen 2016 und 2022 Vorstandsvorsitzende von Söderhalls Renhållningsverk SÖRAB, ein regionales Abfallunternehmen, das sich im gemeinsamen Besitz mehrerer Gemeinden der Provinz Stockholms län befindet.
Am 18. Oktober 2022 wurde Parisa Liljebrand zur Kulturministerin (Kulturminister) in der Regierung Kristersson berufen und ist damit zuständig für die Bereiche Kultur, Demokratie, Medien, nationale Minderheiten sowie Sprache und Kultur des samischen Volkes.
Sie lebt in Stockholm, ist verheiratet und hat drei Kinder.